# Metsatöll
Metsatöll — естонський фолк-метал гурт. У багатьох піснях гурту використовуються різні народні музичні інструменти, а основна тематика текстів пісень - війни за незалежність XIII і XIV століть, а також естонська міфологія. Гурт часто виконує кавер-версії народних естонських пісень, а також пісні на вірші естонських поетів, таких як Авґуст Алле і Фрідріх Крейцвальд.
Назву колективу взято з давньоестонської мови, де вона означає «вовк». 

## Історія
Гурт виник 1998 року. В той час музиканти виконували епічний метал з невеликим додаванням естонського фольклору. Того ж року вийшов демо-альбом під назвою Terast mis hangund me hinge.
2000 року до гурту приєднався їхній друг Лаурі Иунапуу, що вмів грати на різних естонських народних музичних інструментах. Відтоді почалося наближення гурту до фолк-металу.
2004 року вийшов альбом Hiiekoda, який став першим альбомом Nailbord Records, що нині є лідером з-поміж лейблів важкої музики в Естонії. Через рік було випущено ремейк демо-альбому Terast mis hangund me hinge 10218. Цифри в назві альбому позначають рік від створення світу, згідно з хронологією прадавніх естів.
2006 року вийшло два концертні альбоми - Lahinguväljal näeme, raisk! і Raua needmine (з естонським національним хором) та EP Sutekskäija, а в 2008 — третій повноформатний альбом Iivakivi. Того ж року музиканти взяли участь у фінськом метал-фестивалі Tuska Open Air, а 2007 року - у фестивалі Kuopio Rockcock.
Восени 2008 року гурт підписав контракт із лейблом Spinefarm Records, який є частиною Universal Music Group. 
Четвертий альбом групи Äio було випущено 3 березня 2010 року. Інтернет-синґл і відеокліп на пісню Vaid Vaprust вийшов 15 січня.
Гурт підтвердила свою участь у фестивалі Wacken Open Air 2010.

## Учасники
Теперішні
- Маркус «Rabapagan» Тееяр - спів, гітара
- Лаурі «Varulven» Иунапуу - спів, гітара, флейта, волинка, каннель і інші інструменти
- Райво «Kuriraivo» Піїрсалу - бас-гітара, вокал
- Тиніс Ноевере - ударні, вокал

Колишні
- Сільвер «Factor» Раттасепп - ударні (1998-2004)
- Андрус Тінс - бас-гітара (1998-2000)

## Дискографія

### Повноформатні альбоми та EP
- Terast mis hangund me hinge (демо) (1999)
- Hiiekoda (2004)
- Terast mis hangund me hinge 10218 (2005)
- Sutekskäija (EP) (2006)
- Iivakivi (2008)
- Äio (2010)

### Синґли
- Hundi loomine (2002)
- Ussisõnad (2004)
- Veelind (2008)

### DVD
- Lahinguväljal näeme, raisk! (2006)
- Kõva Kont (2008)

### Інші проєкти
- Raua Needmine (2006) - збірка пісень гурту, записаних разом із естонським національним чоловічим хором.
- Suured koerad, väiksed koerad (2008) - альбом, записаний разом із гуртом Kukerpillid, на якому музиканти виконують кавери на пісні одне одного.